# Valdiodio N'Diaye, l'indépendance du Sénégal
 (septembre 2012).
Pour plus de détails, voir Fiche technique et Distribution.
Valdiodio N’Diaye, l'indépendance du Sénégal est un film documentaire réalisé en 2000 par Amina N’Diaye Leclerc et Éric Cloué.

## Synopsis
Le film retrace le parcours de Valdiodio N’Diaye, avocat et ministre du gouvernement sénégalais injustement oublié par l’histoire du fait de sa rivalité avec Senghor, et le récit de sa lutte pour l’indépendance des pays africains et du Sénégal en particulier.
Le 26 août 1958, Valdiodio N’Diaye, prince héritier du royaume des « Gelwaar » est au premier rang pour affronter le Général De Gaulle afin de réclamer l’indépendance de son pays. À Dakar, il exprime, du haut d'une tribune, l'aspiration de tous les peuples d'Afrique noire : « Nous disons indépendance, unité africaine et confédération ».
Mais deux ans après l'indépendance du Sénégal, en 1962, le destin de Valdiodio N'Diaye bascule. Accusé de tentative de coup d'État, aux côtés de Mamadou Dia, le Président du Conseil, il est emprisonné au mois de mars 1963.

## Fiche technique
- Titre : Valdiodio N’Diaye, l’Indépendance du Sénégal
- Réalisation : Amina N’Diaye Leclerc, Éric Cloué
- Pays d’origine : Sénégal
- Production : Guelwaar Production (Amina N’Diaye Leclerc)
- Coproduction : Télévision Nationale du Sénégal (RTS)
- Commentaire : Éric Cloué
- Image : Éric Millot, Jean-Pierre Janssen, Timothée Janssen
- Son : Thierry Blandin
- Montage : Pape Gora Seck, Sylvain Luini
- Mixage : Didier Baulès
- Musiques : Boudiabi N’Diaye, J.S. Bach, Zim Ngqawana et Philip Tabane, Ngilambe (chant traditionnel) par Gloria Bosman
- Genre : documentaire
- Langue : français
- Durée : 52 minutes
- Format : vidéo
- Distribution : Médiathèque des Trois Mondes
- Soutien : Agence intergouvernementale de la francophonie, CNC, Fonds d’action sociale, Fonds audiovisuel international, ministère français de la Culture et de la Communication, ministère français des Affaires étrangères, Centre culturel français de Dakar